# Erodium botrys
Erodium botrys là một loài thực vật có hoa trong họ Mỏ hạc. Loài này được (Cav.) Bertol. mô tả khoa học đầu tiên năm 1819.

## Hình ảnh

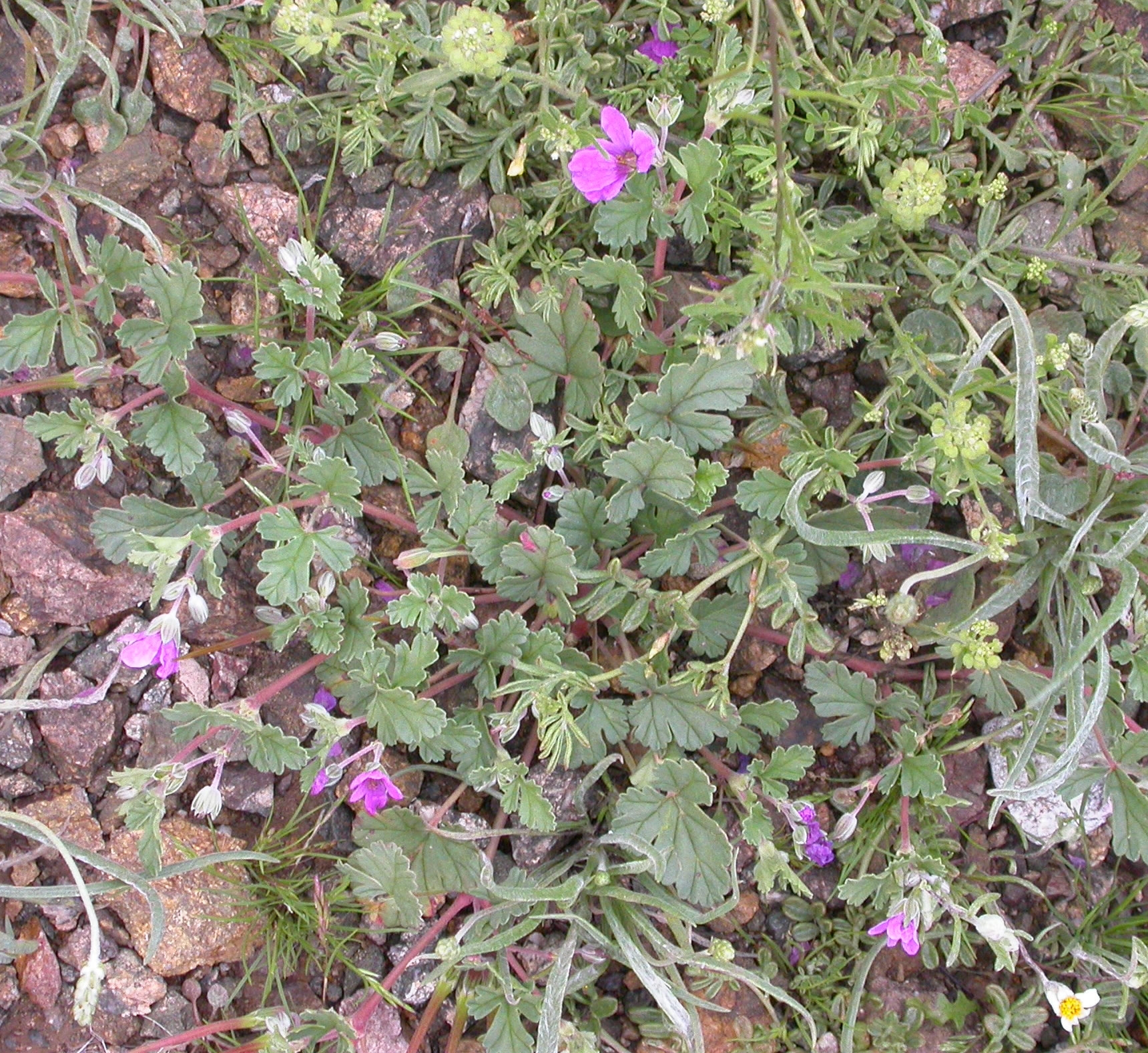
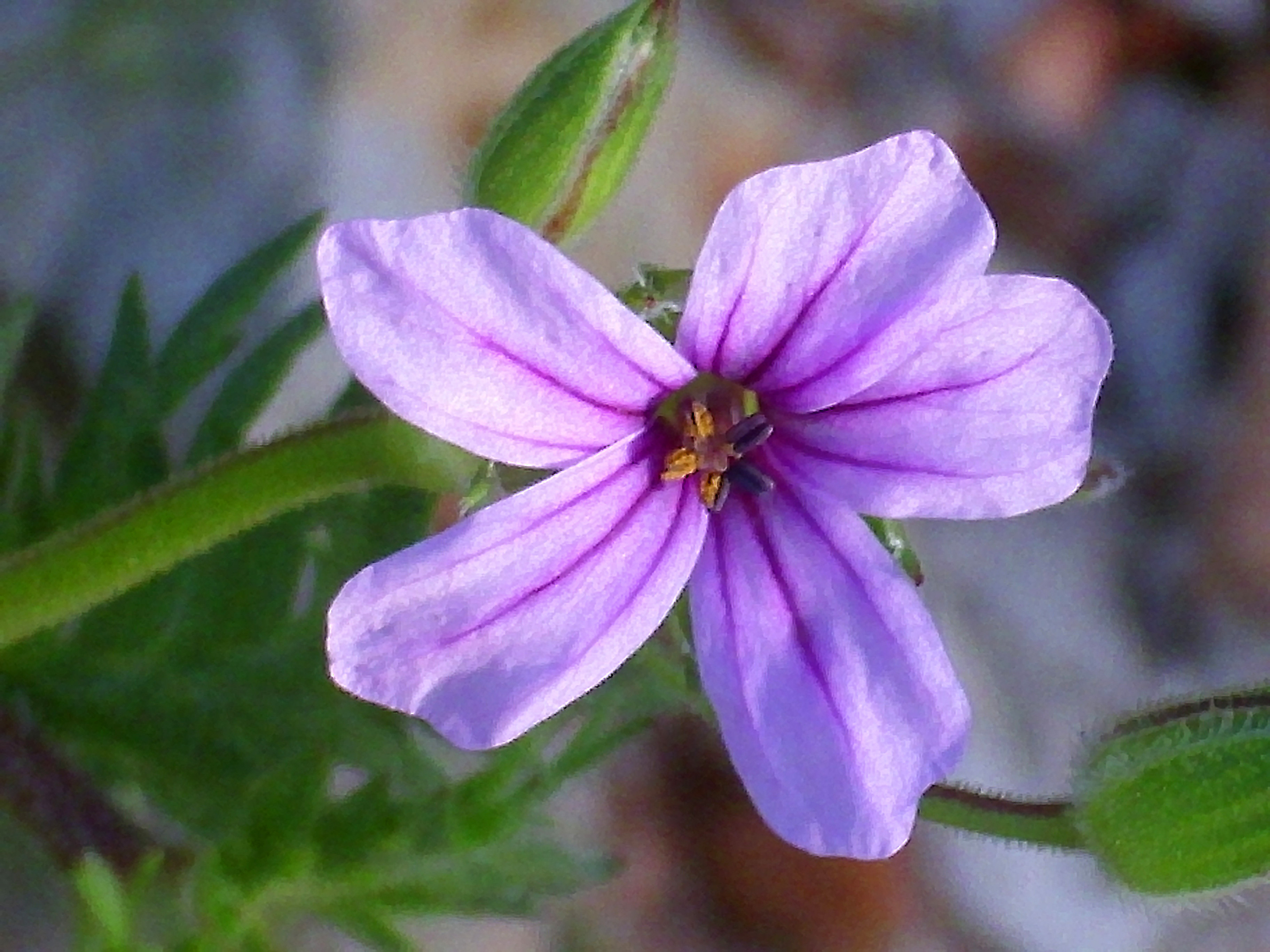
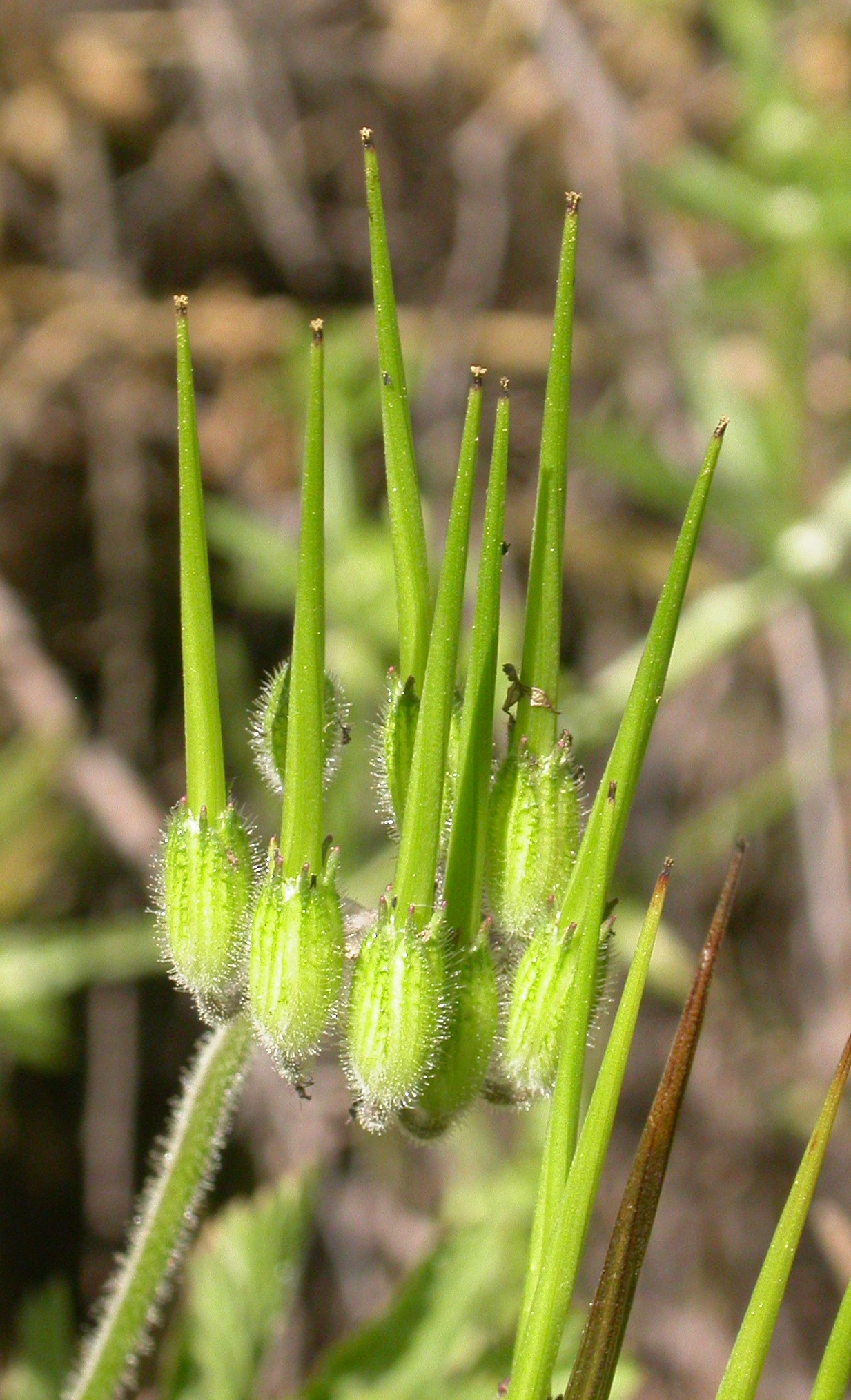
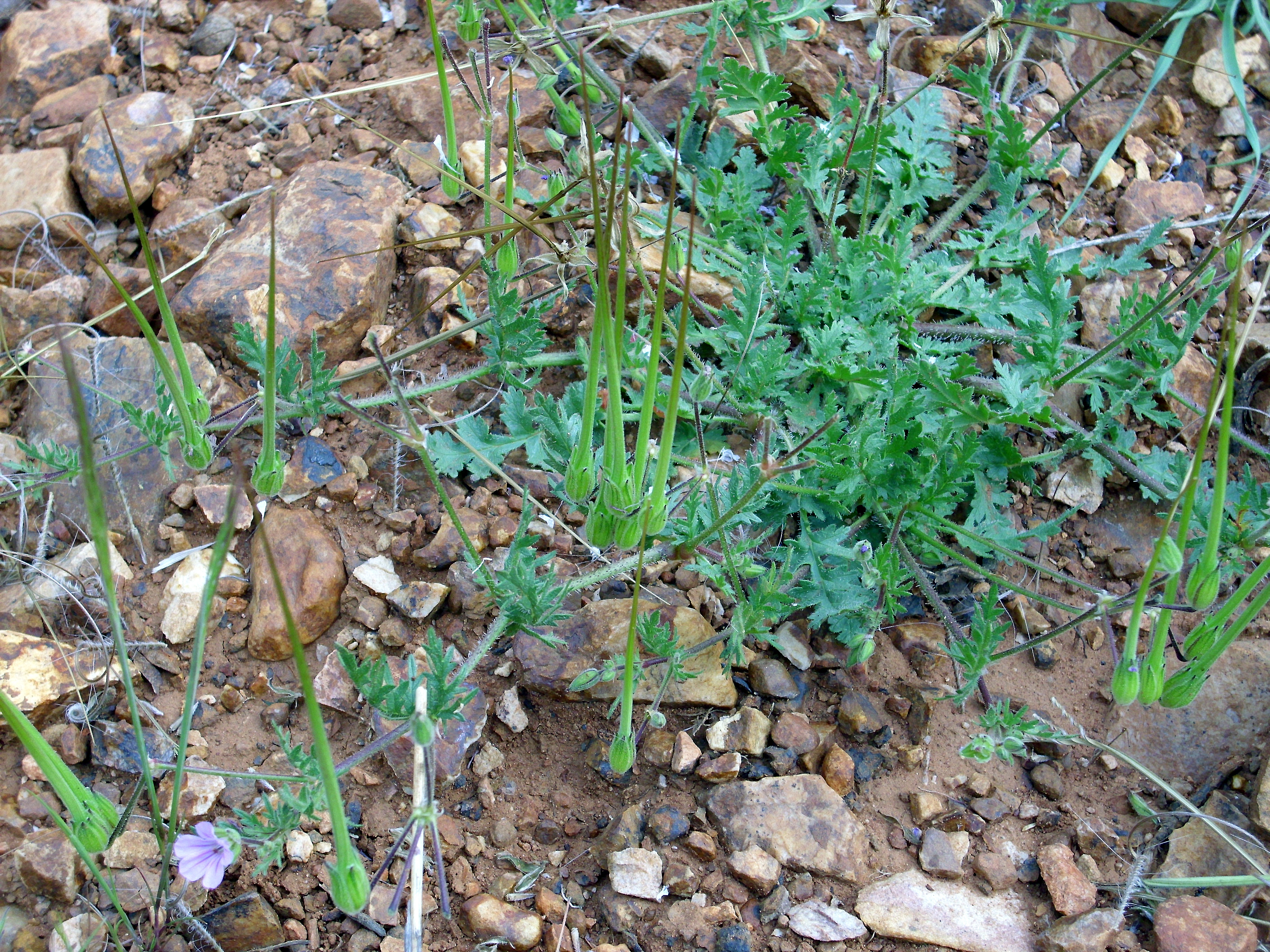